# Modern Art (gioco)
Modern Art è un gioco da tavolo in stile tedesco di Reiner Knizia del 1992, pubblicato da Hans im Glück.
A seguito del buon successo di vendite ed essendo un gioco indipendente dalla lingua, nel corso degli anni è stato più volte ripubblicato da diversi editori in tutto il mondo. Tra le varie edizioni ci sono quella Mayfair Games del 2005, quella Matagot del 2009 e quella CMON del 2017.

## Ambientazione
I giocatori rappresentano commercianti d'arte, che possono sia acquistare che vendere opere d'arte di cinque diversi artisti, rappresentate da carte. Alla fine di ogni turno, devono vendere i quadri acquistati alla "banca". Più i lavori degli artisti sono popolari, più il loro valore cresce nei turni successivi.
Anche se la partita è giocata interamente utilizzando delle carte, per mantenere il punteggio viene utilizzato un tabellone.

## Meccanica di gioco
È uno dei giochi da tavolo più rappresentativi della meccanica delle aste, infatti utilizza questa meccanica in 5 modi diversi:
- Asta libera: è l'asta classica, ogni giocatore può rilanciare senza vincoli (e senza un ordine di turno); l'asta termina quando nessuno rilancia più;
- Asta a giro singolo (o a turno singolo): a partire dal giocatore a sinistra del banditore, ognuno può rilanciare al rialzo o abbandonare l'asta; il banditore è l'ultimo a parlare;
- Asta al buio (o cieca o a pugno chiuso): è un'asta con un'unica offerta, con puntata nascosta e simultanea di tutti i giocatori; in caso di parità vince il giocatore più vicino al banditore in senso orario, e il banditore vince sugli altri; è possibile puntare 0;
- Asta a prezzo fisso (o dichiarata): Il banditore stabilisce un prezzo di vendita del quadro (che lui possa coprire con i suoi soldi). A partire dal giocatore alla sua sinistra e in senso orario ogni giocatore può acquistare la carta per quel prezzo o passare. Il primo che accetta l’offerta si aggiudica la carta. Se tutti passano il banditore è obbligato ad acquistare.
- Asta doppia: l’opera viene messa all’asta insieme ad una seconda opera dello stesso artista; questa deve avere un simbolo diverso, che stabilisce il tipo di asta (uno dei 4 tipi di asta precedenti). Se il banditore non può o non vuole mettere all’asta una seconda opera, questa viene scelta dal giocatore alla sua sinistra ed eventualmente da uno dei successivi in senso orario, che diventa così il nuovo banditore. Se nessuno sceglie la seconda opera, la prima va al banditore gratuitamente; la particolarità di questa asta sta solo nel fatto che le carte in vendita siano due.

Per ciascuna asta se nessun giocatore fa un’offerta, il banditore riceve l’opera gratuitamente, ad eccezione dell'asta dichiarata (a prezzo fisso) nella quale il banditore deve acquistare l’opera al prezzo da lui stesso dichiarato all’inizio dell’asta.

## Regole di gioco
Ogni giocatore riceve delle carte che rappresentano le opere d'arte che il giocatore può vendere. A turno, ciascun giocatore mettere le carte all'asta. Ci sono diversi tipi di asta, uno dei quali è pilotato dalla carta che viene messa in vendita.
Non appena la quinta opera d'arte di un artista viene messa in vendita, il turno finisce (il quinto dipinto non viene venduto). I giocatori vendono quindi le opere d'arte acquistate alla banca -- più dipinti di uno stesso artista sono venduti, più il valore dei dipinti di tale artista aumentano di valore. Solamente i dipinti dei tre artisti più popolari porteranno denaro, gli altri sono inutili. I casi di parità di numero di quadri venduti vengono sciolti da una precedenza fissa che ha ciascun artista. Il gioco dispone di una tavola su cui tenere traccia del valore dei quadri di ciascun artista. Ogni artista occupa una colonna, l'artista più a sinistra ha priorità rispetto a quelli a destra. Il numero di dipinti nel mazzo è legato alla posizione dell'artista nel tabellone, in pratica l'artista più a sinistra ha il minor numero di quadri, quello all'estrema destra è invece colui che ne ha di più.
Il gioco si compone di quattro turni, nel secondo, terzo e quarto turno, il valore dei dipinti dipende dai turni precedenti, non solo dal risultato del turno per quell'artista. I giocatori possono avere delle carte aggiuntive nel secondo e nel terzo turno, ma non nel quarto.
Il giocatore con più denaro al termine del quarto turno vince.

## Premi e riconoscimenti
Il gioco ha vinto i seguenti premi e riconoscimenti:
- 1993: Deutscher Spiele Preis;